# Dianthidium heterulkei
Dianthidium heterulkei là một loài Hymenoptera trong họ Megachilidae. Loài này được Schwarz mô tả khoa học năm 1940.